# Gerhard Günnewig

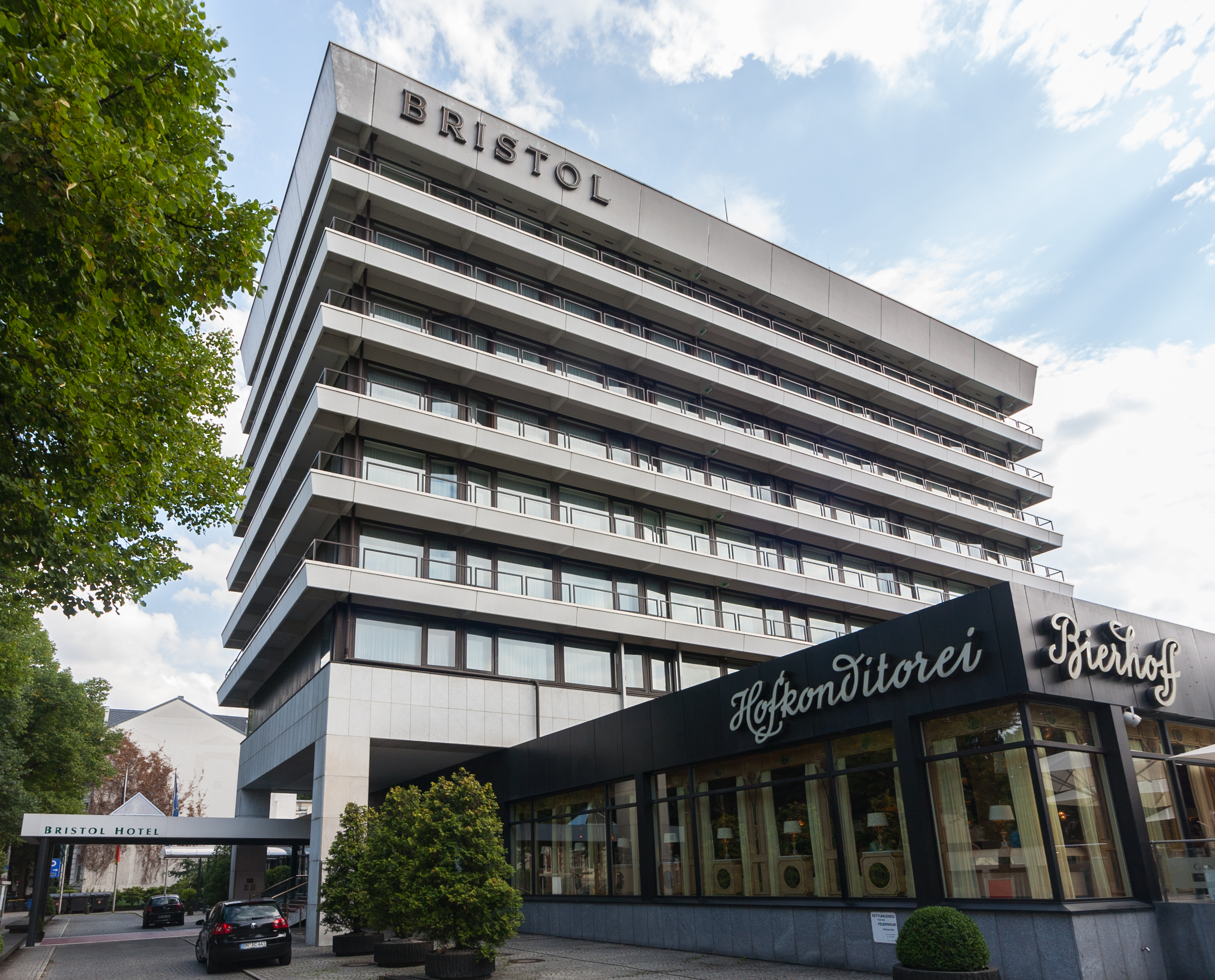
Das Hotel Bristol in Bonn

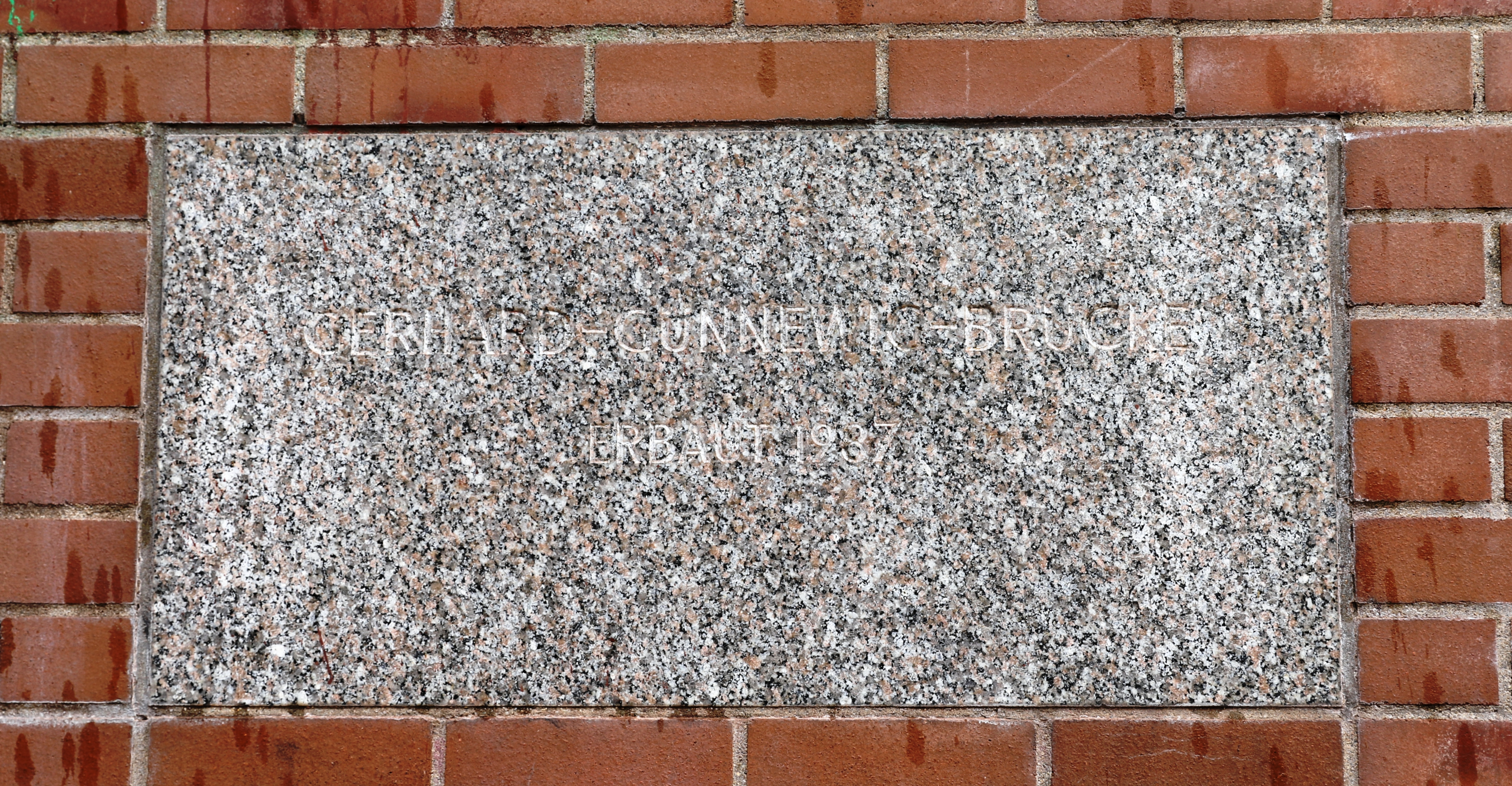
Tafel an der Gerhard-Günnewig-Brücke im Düsseldorfer Südpark

Gerhard Günnewig (* 5. Mai 1905 in Bochum; † 27. Februar 1994 in Düsseldorf) war ein deutscher Hotelier und Gastronom.

## Biographie
Gerhard Günnewig wurde als Sohn eines Hoteliers geboren, der das Hotel Zur Krone führte. 1930 pachtete er gemeinsam mit seiner Frau Else dieses Hotel selbst. Ab 1932 führte er die Bahnhofsgaststätte Düsseldorf und das Weinhaus Tante Laura in der Düsseldorfer Altstadt. 1949 übernahm er das Hotel Atlantik am Fürstenplatz und 1952 das Hotel Esplanade, 1954 folgten das Savoy sowie die Hofkonditorei Bierhoff, 1962 das Teehaus Grafenberg an der Galopprennbahn und das Börsenhotel. 1961 pachtete er zudem die Godesburg in Bad Godesberg und den Gastronomiebetrieb in der Stadthalle Neuss. Seine Hotelkette, zu der in ihrer wirtschaftlichen Hochzeit 30 Häuser gehörten, nannte sich „Ring der Gastlichkeit“. Zum Portfolio gehörte auch die Gastronomie auf dem Rheinturm und das Haus Deichgraf im Düsseldorfer Südpark, wo eine Brücke nach ihm benannt wurde.
Im Jahr 1968 fanden es die Verfasser eines Führers durch die Düsseldorfer Altstadt seltsam, dass das urtümliche Weinhaus Badischer Herzog auf der Andreasstraße 1, mit alter Standuhr, Geweihen und alten Gemälden an den Wänden, nicht einem „Bilderbuch-Wirtshaus-Ehepaar, sondern“ zum Günnewig-Konzern gehörte.
In den 1970er Jahren ließ Günnewig in Bonn das siebenstöckige Hotel Bristol errichten, anschließend übernahm sein Unternehmen auch das Hotel Residence und die Redoute, das ehemalige Gästehaus der Bundesregierung in Godesberg. Nach der Wende kam in Chemnitz der Chemnitzer Hof hinzu. Gerhard Günnewig starb 1994 im Alter von 88 Jahren in Düsseldorf. Er wurde auf dem Nordfriedhof bestattet.
Nach seinem Tod wurde einzelne Hotels und Betriebe des Unternehmens Günnewig Hotels & Restaurants nach und nach veräußert oder abgegeben. 2017 übernahm die Centro Hotel Group die letzten sechs Häuser, eine der letzten Hotelketten in Familienbesitz.

## Engagement
Günnewig war in der IHK, im DEHOGA und weiteren Fachverbänden engagiert. Anlässlich seines 80. Geburtstags gründete er mit einem Teil seines Vermögens eine nach ihm benannte Stiftung, deren Ziel die Förderung des gastronomischen Nachwuchses ist.

## Privates
Gerhard Günnewig war zweimal verheiratet und hatte fünf Kinder. Seine zweite Ehe schloss er nach dem Tod seiner ersten Frau Else im Alter von 83 Jahren. „Disziplin und Zuverlässigkeit“ galten als seine herausragenden Eigenschaften: „Morgens der erste, abends der letzte im Betrieb.“ Bei den Köchen in seinen Betrieben war er dafür bekannt, dass er eine Vorliebe für bodenständiges Essen pflegte, wie das westfälische Gericht Stielmus.